# الحافة (حضرموت)
الموقع: تقع في مديرية الريدة وقصيعر - محافظة حضرموت - اليمن الجنوبي.
المساحة:14 كيلومتر مربع تقريبا.
عدد السكان: حوالي 4200 نسمة تقريبا.
التوقيت: +03:00 غرينتش.
موسم الأمطار: نيسان وآيار وحزيران وتموز ونادرا في فصل الشتاء.
كمية هطول الأمطار: 50 مليمتر سنويا.
الأحداثيات: 15:01 شمالا، 50:25 شرقا.
عدد البيوت: حوالي 440 منزل.
عدد المساجد: المسجد الجامع بالحافة، جامع أبي بكر الصديق، مسجد الغامدي، مسجد السعيد، مسجد أم المؤمنين عائشة، مسجد يوسف، مسجد البدع (العنشلة)
المكتبات: هناك مكتبة عامة كبيرة وكذلك في الجوامع مكتبات كبيرة أيضا.
المقابر: مقبرة بن المي، مقبرة محمد سعيد باعباد (الهابطية)، مقبرة باعماني (الطالعية).
المدارس: مدرسة القعقاع بن عمرو للبنين ومدرسة عائشة للبنات، وكذلك مدارس لتحفيظ القرآن الكريم.
مشاريع الماء: هناك عدة آبار أرتوازية في القرية جميعها تشكل مشروع أهلي للمنطقة.
المستشفيات: يوجد بها مركز «البر والإحسان» الصحي، بالإضافة إلى وحدة صحية قديمة.
المتاحف: تحتضن الحافة أكبر متحف في المشقاص ويضم الكثير من القطع الأثرية والوثائق التاريخية قام بتأسيسه الأستاذ/ مهدي بخيت بن حيدين الجريري بدعم من المقدم / محمد سعيد بن السبيتي الجريري والكوادر من أبناء المنطقة وشبابها وجميع الأهالي.
الرياح:
تهب رياح موسمية جنوبية غربية (كوس) بداية من أبريل وحتى أغسطس، كذلك رياح تجارية جنوبية شرقية (الزيب) وتبدأ من سبتمبر حتى مارس وتتخللها في بعض أيام الشتاء رياح شمالية جافة وباردة (الشتاء) 
التيارات البحرية: تصاحب الرياح الموسمية تيار غائص يبدأ من الشرق الأفريقي ويطلق عليه الملاحين (مدد) ويتغير أتجاهه أحيانا إلى أعالي البحار ويسمى محليا (شمار) وكذلك يصاحب الرياح الموسمية تيار سطحي يبدأ من السواحل الهندية وجزيرة سيلان (سيرلانكا) يطلق عليه الملاحين (سدي) ويتغير أتجاهه أحيانا إلى أسفل البحار ويسمى محليا (سقاط).
الزراعة: تكون دائما مع موسم الأمطار في الربيع والصيف وكذلك بالنسبة لموسم النخيل أو مايسمى محليا (الخريف)يكون في هذه المدة من السنة أي (مايو - يونيو- يوليو) وهناك بعض الزراعة الشتوية.
الأودية: وادي تنشوه يمر شمال المنطقة ثم بمحاذاة حدودها الشرقية، وادي الصامت غرب المنطقة ثم بمحاذاة حدودها الجنوبية ويلتقي الواديان ليشكلا بحيرة مائية دائمة الوجود (العيقة) ثم ينتهيا إلى بحر العرب.
الآبار: بئر الجديدة، الطليقية، السبعينية، الحوامر، المغسلة، المعينية، الرباط، شطيفة، وكثير من الآبار الأخرى.
الحيوانات: الكلاب، القطط، الثعالب، السناجب، الأرانب، الضباع، الغزلان، وربما الذئاب.
الطيور: الحمام، النسور، الصقور، البلابل، ا لعصافير، الحدأة، البوم وهناك بعض الطيور المهاجرة التي تمر بالمنطقة.
النباتات: الأراك، السمر، العشر، الصر، العلوب الحومر... وغيرها.
لمحة تاريخية:
سكنت المنطقة أقوام مختلفة على مر العصور حتى حط أخيرا الجريري رحاله فيها قبل حوالي 250عام أي حوالي عام 1760 ميلادية وتم إنشاء الحصون والقلاع فيها وتهيئة الأرض للزراعة وحفر الآبار الجوفية وازدهرت القرية حتى أصبحت من أكبر وأقوى القرى في المشقاص لاسيما أنها اعتمدت على الأنتاج الزراعي الوفير والذي غالبا ماكان يصدر إلى المناطق الأخرى فأطلق عليها الهند الصغيرة في تلك الفترة لما كان لها من دور كبير في تأمين المنطقة غذائيا من الثمار والبذور والخضروات والمحاصيل الأخرى كذلك اشتغل أهلها بصيد السمك منذ زمن بعيد واستخدامه في الغذاء وكذلك في إخصاب الأرض عبر تجفيفه ومزجه بالتربة فساهم هذا في خصوبة الأرض وأصبحت في كامل الجهازية للزراعة والحرث مازالت قبيلة الجريري تتخذ من الحافة موطنا دائما لها وقد عرف الجريري بأسفاره الكثيرة مع أخوته من بني هلال فكانت رحلات شاقة قطعوا خلالها مسافات كبيرة حتى وصلوا إلى تونس غربا في شمال القارة الأفريقية وبعد الاستقرار في الحافة كانت هناك رحلات إلى أفريقيا أيضا ولكن هذه المرة إلى شرق أفريقيا وهي رحلات ذهاب وعودة وتكاد تكون فردية أوعلى شكل مجموعات ولكن ليس استقرارية فهي تجارية فقط ومن ثم رحلتهم إلى الكويت والتي انتهت في مطلع التسعينات عقب الغزو العراقي للكويت وأخيرا رحلتهم إلى السعودية والرحلات الأخيرة تعد اغترابية مؤقتة (مغتربين) وليس استقرارية وظلت الحافة موطن الجريري وأرضه التي رواها بالماء والعرق والدم.
. تعتبر منطقة «الحافة» من أنشط المناطق في شرق حضرموت في زراعة المحاصيل الزراعية، تتسم صفات سكانها بالبساطة، والتواضع الجم، والأخلاق الحسنة، ويعتبر ساحل البحر لـمنطقة الحافة من أجمل وأروع الشواطئ في شرق حضرموت.
غالبية سكانها يعمل في صيد الأسماك، كما تكثر الثروة الزراعية بهذه المنطقة، وتشتهر بتصدير أعلاف المواشي، وقد سميت قديماً بـ (الهند الصغيرة), وذلك لكثرة خضرة أراضيها ووديانها، كما أن حوالي «عُشر» سكان الحافة مهاجرين إلى المملكة العربية السعودية وفي الغالب ما بين العام والعامين تكون عودتهم إلى الحافة.
تعتبر منطقة «الحافة» موطن معظم القيادات الحزبية، والحركات، والتكتلات السياسية، وقيادي الجمعيات الخيرية بمديرية الريدة وقصيعر بمحافظة حضرموت شرقي دولة «الجنوب العربي», حيث تتميز بكثرة كوادرها من ذوي الشهادات العليا، والخبرات العلمية، والعملية.
ما يميز «الحافة» عن غيرها من مناطق المشقاص (شرق حضرموت), هو وجود متحف أثري خاص بها، وتعتبر قبيلة «الجريري» أول قبيلة في شرق حضرموت تمتلك متحف أثري في سابقة فريدة من نوعها، قام بتجميعها الأستاذ/ مهدي بخيت بن حيدين الجريري , ويوجد بالمتحف المئات من القطع الأثرية، بعضها نادر الوجود.
تشتهر الحافة بكثرة القلاع (الحصون) التاريخية، والتي تثبت عمق الحضارة التي شيدها أولاد جرير منذ القدم، أما أشهر هذه الحصون هو «الحصن الكبير» وهو الحصن الذي بناه الجد المؤسس لمنطقة الحافة [حيدين] بن أحمد بن سعيد بن جرير، ويعتبر الحصن الكبير من أهم معالم الحافة التاريخية حيث بناه الجد [حيدين] وبمساعدة أولاده الثلاثة [سعيد، سعد، وعبد الله] قبل حوالي 200 سنة، ومازال شامخا إلى يومنا هذا.
وتتزين منطقة الحافة بجامعها العريق الذي تنتصب به أكبر منارة في ساحل حضرموت وهي منارة بيضاء شيدت خلال إعادة أعماره للمرة الثالثة وهي تشبه إلى حدا كبير منارة مسجد «المحظار» الشهير في مدينة شبام حضرموت.